# Platysenta albigeroides
Platysenta albigeroides là một loài bướm đêm trong họ Noctuidae.